# Christian Sylvius von Monsterberg (Landrat, 1693)
Christian Sylvius von Monsterberg (auch Monstaberg) (geb. 1693; gest. im 18. Jahrhundert) war ein preußischer Landrat.

## Leben
Christian Sylvius von Monsterberg war Angehöriger des schlesischen Uradelsgeschlechts Monsterberg. Er war der Sohn des Daniel (Sylvius) Wilhelm von Monsterberg (1660–1725), Erbherr auf Ober-Wilkau, und dessen Ehefrau Anna Rosina († 1737), geb. von Siegroth von Schlawikau. Im Jahr 1742 wurde er zum ersten Landrat des Kreises Namslau ernannt. Das Amt als Landrat übte er bis 1759 aus, Nachfolger wurde 1764 George Ernst von Czettritz und Neuhaus.

## Persönliches
Christian Sylvius von Monsterberg war Erbherr auf Ober-Wilkau. Er war in erster Ehe seit 1718 mit Helena Friederika (1697–1757), geb. von Salisch aus dem Haus Jeschütz verheiratet. Ein Sohn aus dieser Ehe war Christian Sylvius von Monsterberg (1724–1802), der ebenfalls von 1790 bis 1800 als Landrat im Kreis Namslau amtierte. In zweiter Ehe heiratete er 1758 Helena Friederika (* 1713), geb. von Koschembahr.